# Vaccinium capillipes
Vaccinium capillipes är en ljungväxtart som beskrevs av Herman Otto Sleumer. Vaccinium capillipes ingår i Blåbärssläktet, och familjen ljungväxter. Inga underarter finns listade i Catalogue of Life.